# 競馬番組 (放送)
競馬番組は競馬を主として取り扱う番組。競馬開催日に競馬の生中継や結果発表などを行うものと、競馬開催日前にレース情報を取り上げるものに2つに大別することができる。

## 競馬中継
生中継と録画中継がある。

## 中継ではない競馬番組
これから行われるレースの展望情報など。

### 日本

#### テレビ
- フジテレビ系列
  - うまレボ! - 東日本
  - うまんちゅ - 西日本
    - VIVAJO8（美馬女エイト） - 番組内で生まれた、歌って踊れて馬券を当てるアイドル

  - 競馬予想TV!
- うまナビ!イレブン - BS11
- グリーンチャンネル

#### ラジオ
- 鈴木淑子の地球は競馬でまわってる - ラジオNIKKEI
- 競馬LIVEへGO!! - ラジオNIKKEI

#### WEB
- ウマバラ - マシェパラ
- 月島競馬サークル - YouTube